# Danièle Delorme
Danièle Delorme (n. 9 octombrie 1926, Levallois-Perret, Métropole du Grand Paris, Franța – d. 18 octombrie 2015, Paris, Île-de-France, Franța)  a fost o actriță și producător de film franceză. Printre cele mai cunoscute filme ale sale se numără Amintiri pierdute (1950), Plecat fără adresă (1951), Mizerabilii (1958), Nevăzut... necunoscut (1958) și  
Cleo de la 5 la 7 (1962).

## Biografie
Danièle Delorme, pe numele adevărat Gabrielle Girard, și-a făcut debutul pe scenă și a fost în curând descoperită pentru a juca în filme. Pe lângă rolurile din filme vesele, în anii 1950 au urmat roluri de personaje de caracter din filme precum Le Dossier noir.
Și-a dovedit multilateralitatea și pe scenă. După ce a divorțat de primul ei soț, actorul Daniel Gélin, s-a căsătorit cu actorul și colegul Yves Robert. Împreună cu el a condus o companie producătoare de film. Fiul ei din prima căsătorie, Xavier Gélin, a fost și el activ în industria filmului ca actor, regizor, scenarist și producător.
Danièle Delorme a decedat pe 17 octombrie 2015, la vârsta de 89 de ani, la Paris.

## Filmografie selectivă

### Actriță
- 1942 La Belle Aventure, regia Marc Allégret : Monique (lansat în 1945)
- 1944 Patru fete îndrăgostite (Les Petites du quai aux fleurs), regia Marc Allégret : Bérénice
- 1945 Félicie Nanteuil de Marc Allégret : prietena lui Félicie, turnat în 1942, primul role în film
- 1946 Lunegarde de Marc Allégret
- 1947 Jocurile sunt făcute (Les jeux sont faits), regia Jean Delannoy
- 1949 La Cage aux filles, regia Maurice Cloche : Micheline
- 1949 Gigi, regia Jacqueline Audry : Gigi
- 1950 Amintiri pierdute (Souvenirs perdus), film sketch de Christian-Jaque, episodul O cravată de blană (Une cravate de fourrure) : Danièle
- 1950 Miquette și mama ei (Miquette et sa mère), regia Henri-Georges Clouzot : Miquette Grandier
- 1951 Plecat fără adresă (Sans laisser d'adresse), de Jean-Paul Le Chanois : Thérèse Ravenaz
- 1954 Casa Ricordi, regia Carmine Gallone : Maria
- 1955 Dosarul negru (Le Dossier noir), regia André Cayatte : Yvonne Dutroit
- 1956 Ora ucigașilor (Voici le temps des assassins), regia Julien Duvivier : Catherine
- 1958 Mizerabilii (Les Misérables), de Jean-Paul Le Chanois : Fantine
- 1958 Nevăzut... necunoscut (Ni vu, ni connu), regia Yves Robert : elle-même (caméo)
- 1961 Al șaptelea jurat (Le Septième Juré), regia Georges Lautner : Geneviève Duval
- 1962 Cleo de la 5 la 7 (Cléo de 5 à 7), regia Agnès Varda : vânzătoarea de flori
- 1970 Derbedeul (Le Voyou), regia Claude Lelouch

- 1976 Elefantul, el e fantele (Un éléphant ça trompe énormément), regia Yves Robert : Marthe Dorsay[14]
- 1977 Vom ajunge cu toții în paradis (Nous irons tous au paradis), de Yves Robert : Marthe Dorsay[14]
- 1995 Sortez des rangs de Jean-Denis Robert : Madame Germaine
- 2001 La Vie sans secret de Walter Nions regia Hugo Gélin : florăreasa

### Producător
- 1962 Războiul nasturilor (La guerre des boutons), regia Yves Robert
- 1968 Alexandru cel fericit (Alexandre le bienheureux), regia Yves Robert
- 1969 Marea dragoste (Le grand amour), regia Pierre Etaix
- 1970 Golanul (Le Voyou), regia Claude Lelouch
- 1979 La drôlesse (La drôlesse), regia Jacques Doillon
- 1988 Radioul ucigaș (Fréquence meurtre), Élisabeth Rappeneau